# Landkreis Vilshofen
Der Landkreis Vilshofen gehörte zum bayerischen Regierungsbezirk Niederbayern. Sein ehemaliges Gebiet gehört heute zu den Landkreisen Deggendorf und Passau.

## Geographie

### Wichtige Orte
Die einwohnerstärksten Gemeinden waren Vilshofen, Osterhofen, Aidenbach und Windorf.

### Nachbarkreise
Der Landkreis grenzte im Uhrzeigersinn im Norden beginnend an die Landkreise Deggendorf, Grafenau, Passau, Griesbach im Rottal, Pfarrkirchen, Eggenfelden und Landau an der Isar.

## Geschichte

### Landgericht
1803 wurde im Verlauf der Verwaltungsneugliederung Bayerns das Landgericht Vilshofen errichtet. Dieses wurde nach der Gründung des Königreichs Bayern dem Unterdonaukreis zugeschlagen, dessen Hauptstadt Passau war.
1838 wurde der Unterdonaukreis in Kreis Niederbayern umbenannt, aus dem der gleichnamige Regierungsbezirk hervorging. Die Kreishauptstadt wurde nach Landshut verlegt. Das Landgericht Vilshofen musste im Zuge dieser Verwaltungsreform seine westlichen Gemeinden an das neu eingerichtete Landgericht Osterhofen abtreten.

### Bezirksamt
Das Bezirksamt Vilshofen wurde im Jahr 1862 durch den Zusammenschluss der Landgerichte älterer Ordnung Osterhofen und Vilshofen gebildet.
Anlässlich der Reform des Zuschnitts der bayerischen Bezirksämter erhielt das Bezirksamt Vilshofen am 1. Januar 1880 die Gemeinde Eging des Bezirksamtes Passau.
Mit gut 40.000 Einwohnern war es von etwa 1890 bis zum Zweiten Weltkrieg das einwohnerstärkste Bezirksamt Niederbayerns.

### Landkreis
Am 1. Januar 1939 wurde reichseinheitlich die Bezeichnung Landkreis eingeführt. So wurde aus dem Bezirksamt Vilshofen der Landkreis Vilshofen.
Der Landkreis Vilshofen war bis zur Auflösung einer der reichsten Landkreise Bayerns aufgrund eines in Pleinting gelegenen Ölkraftwerks, das sich im Eigentum der Bayernwerk AG befand und heute zur E.ON Energie gehört.
Am 1. Juli 1972 wurde der Landkreis Vilshofen aufgelöst:
- Die Stadt Osterhofen sowie die Gemeinden Aholming, Aicha an der Donau, Altenmarkt, Anning, Buchhofen, Forsthart, Galgweis, Gergweis, Göttersdorf, Kirchdorf b. Osterhofen, Künzing, Langenamming, Langenisarhofen, Moos, Neusling, Neutiefenweg, Niedermünchsdorf, Niederpöring, Oberpöring, Ottmaring, Ramsdorf, Wallerfing und Wisselsing kamen zum Landkreis Deggendorf.
- Die Stadt Vilshofen sowie die Gemeinden Aidenbach, Albersdorf, Aldersbach, Alkofen, Aunkirchen, Beutelsbach, Eging, Garham, Haidenburg, Hofkirchen, Kirchberg, Königbach, Ortenburg, Otterskirchen, Pleinting, Rathsmannsdorf, Walchsing, Windorf, Wolfachau und Zeitlarn kamen zum Landkreis Passau.
- Der südliche Teil der Gemeinde Kirchberg wurde in die kreisfreie Stadt Passau eingemeindet.

### Bezirksamtsvorstände (bis 1938) und Landräte (ab 1939)
- 1918–1925 Hermann Rubner
- 1926–1929 Karl Friedrich
- 1929–1941 Josef Grosch
- 1942/43–1945: Johann Wabel (NSDAP)
- 1952–1972: Ernst Hofmann

## Einwohnerentwicklung
| Jahr | Einwohner | Quelle |
| ---- | --------- | ------ |
| 1864 | 37.468    | [ 5 ]  |
| 1885 | 42.482    | [ 6 ]  |
| 1900 | 42.568    | [ 7 ]  |
| 1910 | 44.085    | [ 7 ]  |
| 1925 | 45.777    | [ 8 ]  |
| 1939 | 47.038    | [ 9 ]  |
| 1950 | 62.800    | [ 10 ] |
| 1960 | 53.300    | [ 11 ] |
| 1971 | 56.400    | [ 12 ] |

## Gemeinden
Vor dem Beginn der bayerischen Gebietsreform umfasste der Landkreis Vilshofen 47 Gemeinden:

Landkreis Vilshofen, Gemeindegrenzenkarte von 1961

| - Aholming - Aicha a. d. Donau, heute zu Osterhofen - Aidenbach (Markt) - Albersdorf, heute zu Vilshofen an der Donau - Aldersbach - Alkofen, heute zu Vilshofen an der Donau - Altenmarkt, heute zu Osterhofen - Anning, heute zu Osterhofen - Aunkirchen, heute zu Vilshofen an der Donau - Beutelsbach - Buchhofen - Eging - Forsthart, heute zu Künzing - Galgweis, heute zu Osterhofen - Garham, heute zu Hofkirchen - Gergweis, heute zu Osterhofen - Göttersdorf, heute zu Osterhofen - Haidenburg, heute zu Aldersbach - Hilgartsberg, heute zu Hofkirchen - Hofkirchen (Markt) - Iglbach, heute zu Ortenburg - Kirchberg, heute zu Tiefenbach - Kirchdorf b. Osterhofen - Königbach, heute zu Ortenburg | - Künzing - Langenamming, heute zu Osterhofen - Langenisarhofen, heute zu Moos - Moos - Neusling, heute zu Wallerfing - Neutiefenweg, heute zu Aholming - Niedermünchsdorf, heute zu Osterhofen - Niederpöring, heute zu Oberpöring - Oberpöring - Ortenburg (Markt) - Osterhofen (Stadt) - Otterskirchen, heute zu Windorf - Ottmaring, heute zu Buchhofen - Pleinting (Markt), heute zu Vilshofen an der Donau - Ramsdorf, heute zu Wallerfing - Rathsmannsdorf, heute zu Windorf - Söldenau, heute zu Ortenburg - Vilshofen (Stadt) - Walchsing, heute zu Aldersbach - Wallerfing - Windorf (Markt) - Wisselsing, heute zu Osterhofen - Zeitlarn, heute zu Vilshofen an der Donau |

Die Gemeinde Oberndorf war am 1. Januar 1964 nach Galgweis eingemeindet worden und gehört heute zu Osterhofen.

## Kfz-Kennzeichen
Am 1. Juli 1956 wurde dem Landkreis bei der Einführung der bis heute gültigen Kfz-Kennzeichen das Unterscheidungszeichen VOF zugewiesen. Es wurde bis zum 28. April 1973 ausgegeben.